# Династія Шахі
Династія Шахі (Кабулшахи, Індошахи) (शाही; 850 —1026 роки) — індійська династія у IX–XI ст., що охоплювала землі сучасного північного Афганістану, значну частину Пакистану та північний схід Індії. Була повалена в результаті тривалих війн з тюрками-мусульманами.

## Історія
Назва династії походить від посади намісника провінції Капіса, куди входив й Кабул. Засновником династії став брахман Лаллія, який був міністром при Лагатурмані, володареві Кабулистану з династії Тюркшахів. У 850 році він вчинив заколот, заснувавши свою династію. 870 року переніс столицю до м. Удабхандапури (сучасний Унд, поблизу Аттока)
У 880—910 роках тривали війни з Кашмірською державою, в яких спочатку династія Шахі втратила Кабул та більшу частину сучасного Пенджаба. У 906 році магараджі Камалуці вдалося завдати поразки магараджі Кашміру й відвоювати частину втрачених земель. Втім остаточне замирення відбулося у 950 році укладанням династичної угоди.
Проте вже з 973 року починаються постійні військові конфлікти з Себук-Тегіном та його спадкоємцями Газневідами. Ці війни тривали до 1026 року й завершилися цілковитою поразкою та падінням династії Шахі. У 1006 році онук Джаяпала — Сукхпала (той прийняв іслам) — призначається головою м. Мултан у Пенджабі. Втім того ж року Сукхпала повстав, відкинувши іслам. Втім У 1008 році зазнав поразки й загинув.

## Володарі
- Лаллія (850—895)
- Камалука (895—921)
- Бхімадева (921—964)
- Іштхапала (964)
- Джаяпала (964–1001)
- Анандапала (1002—1011)
- Трилочанапала (1011—1022)
- Бхімапала (1022—1026)